# Radio Songs
Radio Songs (укр. Пісні на радіо) — тижневий американський хіт-парад популярності пісень на радіостанціях, що публікувався в часописі «Білборд» починаючи з 1990 року.
Хіт-парад було створено 8 грудня 1990 року під назвою Top 40 Radio Monitor. Він містив список композицій, що найчастіше транслювались на національних радіостанціях. Схожі чарти існували раніше, але відмінністю стала методологія збору даних: платформа Broadcast Data Systems автоматично визначала, які саме пісні транслюються на радіо, за допомогою їхніх «цифрових відбитків». За кожну трансляцію пісня отримувала кількість балів, пропорційно до приблизної кількості слухачів. Top 40 Radio Montior відрізнявся від чарту Hot 100 Singles, який базувався на даних продажів, а також на «плейлистах», які представники радіостанцій надавали в журнал Billboard щотижня. Єдиним чартом, який використовував цю формулу раніше, був хіт-парад Hot Country Singles & Tracks, де автоматичний збір даних було започатковано в січні 1990 року. Подібно до нього, Top 40 Radio Monitor складався з двох частин: 75 найпопулярніших пісень, які провели в чарті менш ніж 20 тижнів, та 25 пісень, які знаходились в ньому раніше. Попри те, що Top 40 Radio Monitor з'явився в журналі вперше 8 грудня 1990 року, він використовував дані BDS, які було зібрано ще раніше під час тестування технології. Дебютною композицією, яка очолила цей хіт-парад, стала «Love Takes Time» Мераї Кері.
Разом зі створенням нового чату та переходом на автоматичний підрахунок радіоротацій, було анонсовано проміжний тестовий період у декілька місяців. Протягом цього часу мало бути прийняте рішення, чи відмовлятись від плейлистів, що надавали радіостанції, на користь даних BDS для основного пісенного рейтингу Billboard Hot 100. 30 листопада 1991 року стало «довгоочікуваним днем», коли чарт синглів Hot 100 вперше в історії повністю перейшов на дані електронного моніторингу радіостанцій BDS та показники продажу синглів. У 2010-ті роки до них додався третій компонент  — показники стрімінгу пісень в інтернеті, відбиті в чарті Streaming Songs.
Американський хіт-парад пісень на радіо неодноразово змінював свою назву. Після Top 40 Radio Monitor його назву було змінено на Hot 100 Airplay, і врешті решт  — на Radio Songs.